# De Put (zwembad)
Zwembad De Put is een openluchtzwembad, gelegen in een klein deel van een meer (Meer van Te Werve met de ingang aan de Huis te Landelaan 29a, Meer van Labouchere of De Put) dat onderdeel uitmaakt van Landgoed te Werve in de Nederlandse gemeente Rijswijk (Zuid-Holland). 

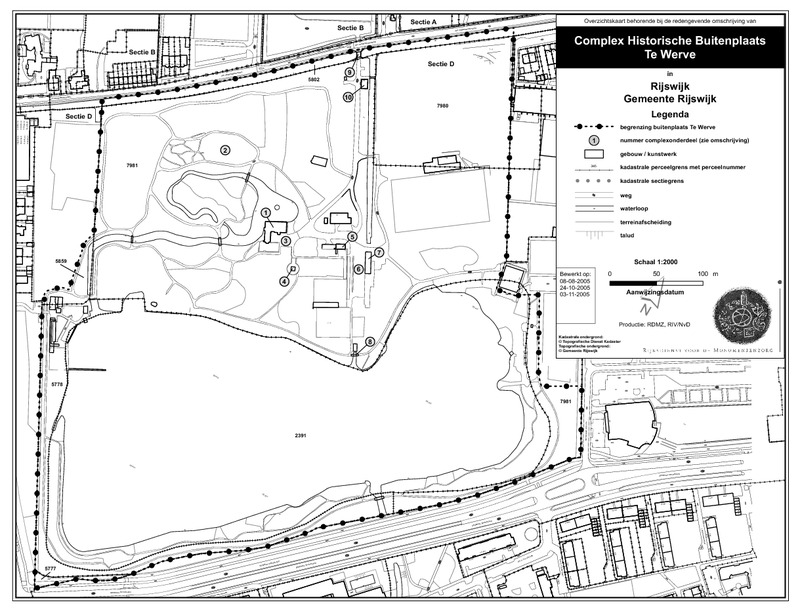
Landgoed Te Werve met het Meer van Labouchere (De Put) met linksboven van het meer het zwembad De Put

Voor het bouwrijp maken van de weilanden voor de aanleg van de Haagse wijk Laakkwartier en Spoorwijk moest zand worden aangevoerd. Er was veel zand nodig want het niveau van de Noordpolder was bijzonder laag.

De toestemming tot het graven van het meer werd op 4 maart 1909 gegeven. Het Meer van Te Werve werd uiteindelijk gegraven in de periode 1909-1910.

Er werd waarschijnlijk al vrij snel illegaal gezwommen in het ontstane meer. Eigenaar van Landgoed te Werve was toen Abel Labouchère (1860-1940), die gedurende elf jaar toestond dat Rijswijkers er kwamen zwemmen. In 1922 verkocht hij het landgoed aan de BPM (later: Koninklijke Shell), en de nieuwe eigenaar stond het zwemmen toe op voorwaarde dat er een vereniging werd opgericht. Zo werd op 9 april 1923 Den Rijswijkschen Zwemvereeniging (RZV) opgericht. De opening werd verricht door burgemeester J.C. Pape, die erevoorzitter van de vereniging werd. De vereniging had 600 leden en kreeg 20 ijzeren kleedhokjes van de eigenaar.
In 1935 werd de APV gewijzigd en moest de RZV een vergunning aanvragen. Vanaf dat moment zou er slechts enkele uren per week gemengd gezwommen worden. Burgemeester Jacques van Hellenberg Hubar vond gemengd zwemmen onzedelijk. De vereniging weigerde een vergunning onder die voorwaarden aan te vragen en bleef gemengd zwemmen toestaan. In 1936 sloot de gemeente het bad. In 1937 oordeelde de kantonrechter dat er geen sprake was geweest van openbaar zwemmen (het was immers een vereniging) en sprak de vereniging vrij. Het werd tot de Hoge Raad uitgevochten, maar de vereniging kreeg steeds gelijk.
Tijdens de Tweede Wereldoorlog werd de toren met duikplanken van de vereniging gebombardeerd. In 1954 kwam er een nieuwe toren en een nieuw badmeestershuisje. Per jaar werden gemiddeld 600 zwemdiploma's uitgereikt.
Sinds 1946 deed de club mee aan de waterpolo-competitie. Er waren drie teams, 2 heren- en één damesteam.
Het zwembad wordt sinds de oprichting van de zwemvereniging in 1923 onderhouden door vrijwilligers van natuurbad De Put. 
Er zijn twee grote ligweiden en een apart grasveld met peuterbad (gevuld met kraanwater) onder een schaduwdoek en een aantal speeltoestellen voor de allerkleinsten. Het zwembad bestaat uit een heupdiep zwembad van ± 20 bij 8 meter en een diep bad met een afmeting van ± 65 bij 30 meter met een duikplank, een waterpoloveld en een speelvlot. 